# John McAfee
John David McAfee (Cinderford, 18 settembre 1945 – Sant Esteve Sesrovires, 23 giugno 2021) è stato un programmatore britannico naturalizzato statunitense, fondatore dell'omonima azienda.
Era membro del Mensa.

## Biografia

### Le origini e la formazione
Nasce a Cinderford, Inghilterra, in una base dell'esercito statunitense, da padre statunitense e madre inglese. Cresciuto a Salem, in Virginia, aveva tuttavia dichiarato di sentirsi più inglese che statunitense.
All'età di quindici anni rimase orfano del padre, il quale, alcolizzato e violento, si tolse la vita. McAfee si mantenne al college grazie anche a piccoli espedienti, e nel 1969 si laureò in matematica, per poi insegnare presso il Northeast Louisiana State College, dove venne però licenziato per aver avuto una relazione con una delle sue studentesse. Arrestato per uso di marijuana, viene assunto alla Pacific Railroad di Saint Louis, dove programmò sistemi per la gestione informatica del traffico aereo. Dopo un abuso di droga e alcol si unì a un gruppo di alcolisti anonimi.

### McAfee Associates e Tribal Voice
Nel 1986 venne a conoscenza di (c)Brain, il primo virus informatico nella storia dei sistemi MS-DOS, ed ebbe l'idea di creare un software di sicurezza; fondò allora la McAfee Associates, i cui antivirus riscossero un enorme successo. Nel 1992 l'azienda arrivò a essere quotata in Borsa per un valore di 80 milioni di dollari. Ciononostante, nel 1994 rassegnò le dimissioni dalla McAfee Associates, vendendo tutte le quote societarie che possedeva, e dopo un breve viaggio negli Stati Uniti occidentali (in cui visitò diverse tribù di nativi americani) fondò un'altra azienda informatica, denominata Tribal Voice, che produsse PowWow, uno dei primi programmi di messaggistica istantanea.

### Il periodo in Belize e l'omicidio Faull
Nel 2008 McAfee decise di espatriare dagli Stati Uniti, poiché coinvolto in due cause legali con un dipendente infortunato e per la morte di uno studente nella sua scuola di volo. Dopo aver venduto le sue proprietà, si trasferì in una villa in Belize. Nel paese centroamericano investì in alcune attività, tra cui una fabbrica di sigari, la distribuzione di caffè, una compagnia di taxi e una società di ricerca farmaceutica, e restò ossessionato dalla lotta al narcotraffico in una piccola cittadina, Carmelita.
Nel novembre 2012 il vicino di casa di McAfee, Gregory Faull, fu trovato morto, ucciso da un colpo di arma da fuoco. La polizia sospettò di McAfee, il quale aveva spesso litigato con l'uomo e sarebbe stato coinvolto nel traffico di droga, ma McAfee sostenne invece di essere vittima di una ritorsione da parte del corpo di polizia beliziano Gang Suppression Unit. Dopo essere scappato, a dicembre entrò illegalmente in Guatemala, dove fu arrestato per essere portato negli Stati Uniti, e il ministro degli esteri del Belize, Caballeros, inviò una nota spiegando che McAfee doveva essere interrogato non come sospettato dell'omicidio, bensì solo come persona informata dei fatti.

### Il ritorno negli Stati Uniti
Nel gennaio 2013 si trasferì a Portland, in Oregon.
Dal 2014 viveva a Lexington, Tennessee.
Nel 2015 annunciò la candidatura alle primarie del Partito Libertario, in cui ottenne l'8% dei voti, dietro a Gary Johnson (vincitore della nomination) e davanti a Austin Petersen.

### La morte
Il 23 giugno 2021 è stato trovato morto, apparentemente suicida, a 75 anni nel carcere di Sant Esteve Sesrovires, vicino a Barcellona, lo stesso giorno in cui è stato condannato dal tribunale spagnolo all'estradizione negli Stati Uniti per l'accusa di evasione fiscale dal 2014 al 2018.